# Слобода (Воронезька область)
Слобода (рос. Слобода) — село у Бобровському районі Воронезької області Російської Федерації.
Населення становить 3686 осіб (2010). Входить до складу муніципального утворення Слободське сільське поселення.

## Історія
Населений пункт розташований у межах українського історико-культурного регіону Східної Слобожанщини. Від 1928 року належить до Бобровського району, спочатку в складі Центрально-Чорноземної області, а від 1934 року — Воронезької області.
Згідно із законом від 15 жовтня 2004 року входить до складу муніципального утворення Слободське сільське поселення.

## Населення
| 1959  | 1970  | 1979  | 1989  | 2000  | 2002  | 2005  |
| ----- | ----- | ----- | ----- | ----- | ----- | ----- |
| 5611  | ↘4037 | ↗4719 | ↘4282 | ↘4010 | ↘3568 | →3568 |
| 2010  |       |       |       |       |       |       |
| ↗3686 |       |       |       |       |       |       |